# 上班女郎
《上班女郎》是1988年的一部浪漫喜劇電影，由米克·尼高斯導演，凱文·韋德編劇。影片的票房達到1.03億美元。並且獲得了奧斯卡獎的提名和金球獎。電影中的大部份場景都是在紐約拍攝。這部電影也被選為AFI百年百大愛情電影。

## 演員
- 夏里遜·福 飾 Jack Trainer
- 梅拉尼·格里菲思 飾 Tess McGill
- 薛歌妮·韋花 飾 Katharine Parker
- 艾力·寶雲 飾 Mick Dugan
- 瓊安·庫薩克 飾 Cyn
- Philip Bosco（英语：Philip Bosco） 飾 Oren Trask
- 諾拉·鄧恩（英语：Nora Dunn） 飾 Ginny
- 奧立佛·普雷特 飾 David Lutz
- James Lally 飾 Turkel
- 奇雲·史柏西 飾 Bob Speck
- Elizabeth Whitcraft（英语：Elizabeth Whitcraft） 飾 Doreen DiMucci
- 傑佛瑞·諾丁 飾 Tim Rourke
- Robert Easton（英语：Robert Easton (actor)） 飾 Armbrister
- 奧林匹亞·杜卡基斯 飾 Personnel Director
- 艾米·艾奎諾（英语：Amy Aquino） 飾 Alice Baxter
- Timothy Carhart（英语：Timothy Carhart） 飾 Tim Draper
- 大衛·杜楚尼 飾 Tess的生日派對朋友
- 薩克·格雷尼爾（英语：Zach Grenier） 飾 Jim
- Ricki Lake（英语：Ricki Lake） 飾 Bridesmaid
- Lloyd Lindsay Young（英语：Lloyd Lindsay Young） 飾 電視氣象預報員

## 註腳
1. ↑  . 開眼電影.   [2013-03-20]. （原始内容存档于2014-12-23）.

## 外部連結
- 互联网电影数据库（IMDb）上《Working Girl》的资料（英文）
- TCM电影资料库上《上班女郎》的资料（英文）
- AllMovie上《Working Girl》的资料（英文）
- 爛番茄上《Working Girl》的資料（英文）
- Metacritic上《Working Girl》的資料（英文）
- Box Office Mojo上《Working Girl》的資料（英文）